# Karl Kisslinger
Karl Kisslinger, auch Kißlinger, (* 4. März 1926 in Altenkirchen; † 22. Dezember 2008) war ein deutscher Lehrer und Politiker (SPD). Er war unter anderem Bundestagsabgeordneter.

## Leben
Kisslinger entstammte einer Lehrerfamilie. Nach dem Besuch des Humanistischen Gymnasiums in Landshut, an dem er das Kriegsabitur ablegte, leistete er in den Jahren 1943 bis 1945 Reichsarbeitsdienst und nahm als Soldat am Zweiten Weltkrieg teil. Zuletzt geriet er in US-amerikanische Kriegsgefangenschaft.
Nach seiner Entlassung aus der Kriegsgefangenschaft absolvierte Kisslinger eine Lehrerausbildung. 1948 bestand er die Prüfung für das Lehramt an Volksschulen, 1958 die Prüfung für das Lehramt an Mittelschulen. Er arbeitete als Volksschullehrer in Mitterfirmiansreut und war ab 1972 als Direktor an der Realschule in Grafenau tätig, die er bis 1983 leitete. Er war Mitglied der Gewerkschaft Erziehung und Wissenschaft (GEW) und der Arbeiterwohlfahrt.
Kisslinger trat im Jahr 1956 in die SPD ein. Er war Vorstandsmitglied des Ortsverbandes der SPD in Schlag sowie des Kreisverbandes der SPD Freyung-Grafenau und Vorsitzender des SPD-Unterbezirkes Deggendorf. Kommunalpolitisch fungierte er als Kreisrat im Landkreis Freyung-Grafenau.
Er war in den Jahren 1983 bis 1990 Mitglied des Bundestages. Bei den Bundestagswahlen 1983 und 1987 wurde er über die Landesliste Bayern als Abgeordneter ins Parlament gewählt. In beiden Legislaturperioden war er Mitglied des Ausschusses für Ernährung, Landwirtschaft und Forsten; ab 1987 war er auch Mitglied des Ausschusses für wirtschaftliche Zusammenarbeit.

## Ehrungen
Im Jahr 1965 verlieh ihm die Gemeinde Philippsreut die Ehrenbürgerschaft.